# Olimpiai érmesek listája öttusában
Ez a lap az olimpiai érmesek listája öttusában 1912-től 2024-ig.

## Összesített éremtáblázat
(A táblázatokban Magyarország és a rendező nemzet sportolói eltérő háttérszínnel, az egyes számoszlopok legmagasabb értéke vagy értékei vastagítással kiemelve.)
| A nyári olimpiai játékok összesített éremtáblázata öttusában | A nyári olimpiai játékok összesített éremtáblázata öttusában | A nyári olimpiai játékok összesített éremtáblázata öttusában | A nyári olimpiai játékok összesített éremtáblázata öttusában | A nyári olimpiai játékok összesített éremtáblázata öttusában | Olimpia  |
| ------------------------------------------------------------ | ------------------------------------------------------------ | ------------------------------------------------------------ | ------------------------------------------------------------ | ------------------------------------------------------------ | -------- |
|                                                              | Ország                                                       | Arany                                                        | Ezüst                                                        | Bronz                                                        | Összesen |
| 1.                                                           | Magyarország (HUN)                                           | 10                                                           | 8                                                            | 6                                                            | 24       |
| 2.                                                           | Svédország (SWE)                                             | 9                                                            | 7                                                            | 5                                                            | 21       |
| 3.                                                           | Szovjetunió (URS)                                            | 5                                                            | 5                                                            | 5                                                            | 15       |
| 4.                                                           | Nagy-Britannia (GBR)                                         | 4                                                            | 2                                                            | 3                                                            | 9        |
| 5.                                                           | Oroszország (RUS)                                            | 4                                                            | 1                                                            | 0                                                            | 5        |
| 6.                                                           | Lengyelország (POL)                                          | 3                                                            | 0                                                            | 1                                                            | 4        |
| 7.                                                           | Olaszország (ITA)                                            | 2                                                            | 2                                                            | 4                                                            | 8        |
| 8.                                                           | Németország (GER)                                            | 2                                                            | 0                                                            | 1                                                            | 3        |
| 9.                                                           | Litvánia (LTU)                                               | 1                                                            | 3                                                            | 1                                                            | 5        |
| 10.                                                          | Egyiptom (EGY)                                               | 1                                                            | 1                                                            | 0                                                            | 2        |
| 11.                                                          | Csehország (CZE)                                             | 1                                                            | 0                                                            | 1                                                            | 2        |
| 12.                                                          | Ausztrália (AUS)                                             | 1                                                            | 0                                                            | 0                                                            | 1        |
| 12.                                                          | Kazahsztán (KAZ)                                             | 1                                                            | 0                                                            | 0                                                            | 1        |
|                                                              |                                                              |                                                              |                                                              |                                                              |          |
| 14.                                                          | Egyesült Államok (USA)                                       | 0                                                            | 6                                                            | 3                                                            | 9        |
| 15.                                                          | Franciaország (FRA)                                          | 0                                                            | 2                                                            | 2                                                            | 4        |
| 16.                                                          | Finnország (FIN)                                             | 0                                                            | 1                                                            | 4                                                            | 5        |
| 17.                                                          | Csehszlovákia (TCH)                                          | 0                                                            | 1                                                            | 1                                                            | 2        |
| 17.                                                          | Egyesített Csapat (EUN)                                      | 0                                                            | 1                                                            | 1                                                            | 2        |
| 17.                                                          | Ukrajna (UKR)                                                | 0                                                            | 1                                                            | 1                                                            | 2        |
| 20.                                                          | Japán (JPN)                                                  | 0                                                            | 1                                                            | 0                                                            | 1        |
| 20.                                                          | Lettország (LAT)                                             | 0                                                            | 1                                                            | 0                                                            | 1        |
| 20.                                                          | Kína (CHN)                                                   | 0                                                            | 1                                                            | 0                                                            | 1        |
|                                                              |                                                              |                                                              |                                                              |                                                              |          |
| 23.                                                          | Dél-Korea (KOR)                                              | 0                                                            | 0                                                            | 2                                                            | 2        |
| 24.                                                          | Brazília (BRA)                                               | 0                                                            | 0                                                            | 1                                                            | 1        |
| 24.                                                          | Fehéroroszország (BLR)                                       | 0                                                            | 0                                                            | 1                                                            | 1        |
| 24.                                                          | Mexikó (MEX)                                                 | 0                                                            | 0                                                            | 1                                                            | 1        |
|                                                              |                                                              |                                                              |                                                              |                                                              |          |
| Összesen                                                     | Összesen                                                     | 44                                                           | 44                                                           | 44                                                           | 132      |

## Aktuális versenyszámok

### Férfi egyéni
| Olimpia              | Arany                                       | Ezüst                                    | Bronz                                        |
| 1912, Stockholm      | Gösta Lilliehöök · Svédország (SWE)         | Gösta Åsbrink · Svédország (SWE)         | Georg de Laval · Svédország (SWE)            |
| 1920, Antwerpen      | Gustaf Dyrssen · Svédország (SWE)           | Erik de Laval · Svédország (SWE)         | Gösta Runö · Svédország (SWE)                |
| 1924, Párizs         | Bo Lindman · Svédország (SWE)               | Gustaf Dyrssen · Svédország (SWE)        | Bertil Uggla · Svédország (SWE)              |
| 1928, Amszterdam     | Sven Thofelt · Svédország (SWE)             | Bo Lindman · Svédország (SWE)            | Helmut Kahl · Németország (GER)              |
| 1932, Los Angeles    | Johan Oxenstierna · Svédország (SWE)        | Bo Lindman · Svédország (SWE)            | Richard Mayo · Egyesült Államok (USA)        |
| 1936, Berlin         | Gotthard Handrick · Németország (GER)       | Charles Leonard · Egyesült Államok (USA) | Silvano Abba · Olaszország (ITA)             |
| 1948, London         | William Grut · Svédország (SWE)             | George Moore · Egyesült Államok (USA)    | Gösta Gärdin · Svédország (SWE)              |
| 1952, Helsinki       | Lars Hall · Svédország (SWE)                | Benedek Gábor · Magyarország (HUN)       | Szondy István · Magyarország (HUN)           |
| 1956, Melbourne      | Lars Hall · Svédország (SWE)                | Olavi Mannonen · Finnország (FIN)        | Väinö Korhonen · Finnország (FIN)            |
| 1960, Róma           | Németh Ferenc · Magyarország (HUN)          | Nagy Imre · Magyarország (HUN)           | Robert Beck · Egyesült Államok (USA)         |
| 1964, Tokió          | Török Ferenc · Magyarország (HUN)           | Igor Novikov · Szovjetunió (URS)         | Аlbert Mokejev · Szovjetunió (URS)           |
| 1968, Mexikóváros    | Björn Ferm · Svédország (SWE)               | Balczó András · Magyarország (HUN)       | Pavel Lednyov · Szovjetunió (URS)            |
| 1972, München        | Balczó András · Magyarország (HUN)          | Borisz Onyiscsenko · Szovjetunió (URS)   | Pavel Lednyov · Szovjetunió (URS)            |
| 1976, Montréal       | Janusz Pyciak-Peciak · Lengyelország (POL)  | Pavel Lednyov · Szovjetunió (URS)        | Jan Bártů · Csehszlovákia (TCH)              |
| 1980, Moszkva        | Anatolij Sztarosztyin · Szovjetunió (URS)   | Szombathelyi Tamás · Magyarország (HUN)  | Pavel Lednyov · Szovjetunió (URS)            |
| 1984, Los Angeles    | Daniele Masala · Olaszország (ITA)          | Svante Rasmuson · Svédország (SWE)       | Carlo Massullo · Olaszország (ITA)           |
| 1988, Szöul          | Martinek János · Magyarország (HUN)         | Carlo Massullo · Olaszország (ITA)       | Vahtang Iagorasvili · Szovjetunió (URS)      |
| 1992, Barcelona      | Arkadiusz Skrzypaszek · Lengyelország (POL) | Mizsér Attila · Magyarország (HUN)       | Eduard Zenovka · Egyesített Csapat (EUN)     |
| 1996, Atlanta        | Alekszandr Parigin · Kazahsztán (KAZ)       | Eduard Zenovka · Oroszország (RUS)       | Martinek János · Magyarország (HUN)          |
| 2000, Sydney         | Dmitrij Szvatkovszkij · Oroszország (RUS)   | Balogh Gábor · Magyarország (HUN)        | Pavel Dovhal · Fehéroroszország (BLR)        |
| 2004, Athén          | Andrej Moiszejev · Oroszország (RUS)        | Andrejus Zadneprovskis · Litvánia (LTU)  | Libor Capalini · Csehország (CZE)            |
| 2008, Peking         | Andrej Moiszejev · Oroszország (RUS)        | Edvinas Krungolcas · Litvánia (LTU)      | Andrejus Zadneprovskis · Litvánia (LTU)      |
| 2012, London         | David Svoboda · Csehország (CZE)            | Cao Zhongrong · Kína (CHN)               | Marosi Ádám · Magyarország (HUN)             |
| 2016, Rio de Janeiro | Alekszandr Leszun · Oroszország (RUS)       | Pavlo Timoscsenko · Ukrajna (UKR)        | Ismael Hernández · Mexikó (MEX)              |
| 2020, Tokió          | Joe Choong · Nagy-Britannia (GBR)           | Ahmed El-Gendy · Egyiptom (EGY)          | Cson Ungthe (Jeon Ung-tae) · Dél-Korea (KOR) |
| 2024, Párizs         | Ahmed El-Gendy · Egyiptom (EGY)             | Taishu Sato · Japán (JPN)                | Giorgio Malan · Olaszország (ITA)            |

### Férfi éremtáblázat
| A nyári olimpiai játékok összesített éremtáblázata férfi öttusában | A nyári olimpiai játékok összesített éremtáblázata férfi öttusában | A nyári olimpiai játékok összesített éremtáblázata férfi öttusában | A nyári olimpiai játékok összesített éremtáblázata férfi öttusában | A nyári olimpiai játékok összesített éremtáblázata férfi öttusában | Olimpia  |
| ------------------------------------------------------------------ | ------------------------------------------------------------------ | ------------------------------------------------------------------ | ------------------------------------------------------------------ | ------------------------------------------------------------------ | -------- |
|                                                                    | Ország                                                             | Arany                                                              | Ezüst                                                              | Bronz                                                              | Összesen |
| 1.                                                                 | Svédország (SWE)                                                   | 9                                                                  | 7                                                                  | 5                                                                  | 21       |
| 2.                                                                 | Magyarország (HUN)                                                 | 8                                                                  | 8                                                                  | 5                                                                  | 21       |
| 3.                                                                 | Szovjetunió (URS)                                                  | 5                                                                  | 5                                                                  | 5                                                                  | 15       |
| 4.                                                                 | Oroszország (RUS)                                                  | 4                                                                  | 1                                                                  | 0                                                                  | 5        |
| 5.                                                                 | Lengyelország (POL)                                                | 3                                                                  | 0                                                                  | 0                                                                  | 3        |
| 6.                                                                 | Olaszország (ITA)                                                  | 2                                                                  | 2                                                                  | 4                                                                  | 8        |
| 7.                                                                 | Nagy-Britannia (GBR)                                               | 2                                                                  | 0                                                                  | 1                                                                  | 3        |
| 8.                                                                 | Egyiptom (EGY)                                                     | 1                                                                  | 1                                                                  | 0                                                                  | 2        |
| 9.                                                                 | Csehország (CZE)                                                   | 1                                                                  | 0                                                                  | 1                                                                  | 2        |
| 9.                                                                 | Németország (GER)                                                  | 1                                                                  | 0                                                                  | 1                                                                  | 2        |
| 11.                                                                | Kazahsztán (KAZ)                                                   | 1                                                                  | 0                                                                  | 0                                                                  | 1        |
|                                                                    |                                                                    |                                                                    |                                                                    |                                                                    |          |
| 12.                                                                | Egyesült Államok (USA)                                             | 0                                                                  | 5                                                                  | 3                                                                  | 8        |
| 13.                                                                | Litvánia (LTU)                                                     | 0                                                                  | 2                                                                  | 1                                                                  | 3        |
| 14.                                                                | Finnország (FIN)                                                   | 0                                                                  | 1                                                                  | 4                                                                  | 5        |
| 15.                                                                | Csehszlovákia (TCH)                                                | 0                                                                  | 1                                                                  | 1                                                                  | 2        |
| 15.                                                                | Egyesített Csapat (EUN)                                            | 0                                                                  | 1                                                                  | 1                                                                  | 2        |
| 17.                                                                | Japán (JPN)                                                        | 0                                                                  | 1                                                                  | 0                                                                  | 1        |
| 17.                                                                | Kína (CHN)                                                         | 0                                                                  | 1                                                                  | 0                                                                  | 1        |
| 17.                                                                | Ukrajna (UKR)                                                      | 0                                                                  | 1                                                                  | 0                                                                  | 1        |
|                                                                    |                                                                    |                                                                    |                                                                    |                                                                    |          |
| 20.                                                                | Franciaország (FRA)                                                | 0                                                                  | 0                                                                  | 2                                                                  | 2        |
| 21.                                                                | Dél-Korea (KOR)                                                    | 0                                                                  | 0                                                                  | 1                                                                  | 1        |
| 21.                                                                | Fehéroroszország (BLR)                                             | 0                                                                  | 0                                                                  | 1                                                                  | 1        |
| 21.                                                                | Mexikó (MEX)                                                       | 0                                                                  | 0                                                                  | 1                                                                  | 1        |
|                                                                    |                                                                    |                                                                    |                                                                    |                                                                    |          |
| Összesen                                                           | Összesen                                                           | 37                                                                 | 37                                                                 | 37                                                                 | 111      |

### Női egyéni
| Olimpia              | Arany                                 | Ezüst                                  | Bronz                                   |
| 2000, Sydney         | Stephanie Cook · Nagy-Britannia (GBR) | Emily de Riel · Egyesült Államok (USA) | Kate Allenby · Nagy-Britannia (GBR)     |
| 2004, Athén          | Vörös Zsuzsanna · Magyarország (HUN)  | Jeļena Rubļevska · Lettország (LAT)    | Georgina Harland · Nagy-Britannia (GBR) |
| 2008, Peking         | Lena Schöneborn · Németország (GER)   | Heather Fell · Nagy-Britannia (GBR)    | Viktorija Terescsuk · Ukrajna (UKR)     |
| 2012, London         | Laura Asadauskaitė · Litvánia (LTU)   | Samantha Murray · Nagy-Britannia (GBR) | Yane Marques · Brazília (BRA)           |
| 2016, Rio de Janeiro | Chloe Esposito · Ausztrália (AUS)     | Élodie Clouvel · Franciaország (FRA)   | Oktawia Nowacka · Lengyelország (POL)   |
| 2020, Tokió          | Kate French · Nagy-Britannia (GBR)    | Laura Asadauskaitė · Litvánia (LTU)    | Kovács Sarolta · Magyarország (HUN)     |
| 2024, Párizs         | Gulyás Michelle · Magyarország (HUN)  | Élodie Clouvel · Franciaország (FRA)   | Seong Seung-min · Dél-Korea (KOR)       |

### Női éremtáblázat
| A nyári olimpiai játékok összesített éremtáblázata női öttusában | A nyári olimpiai játékok összesített éremtáblázata női öttusában | A nyári olimpiai játékok összesített éremtáblázata női öttusában | A nyári olimpiai játékok összesített éremtáblázata női öttusában | A nyári olimpiai játékok összesített éremtáblázata női öttusában | Olimpia  |
| ---------------------------------------------------------------- | ---------------------------------------------------------------- | ---------------------------------------------------------------- | ---------------------------------------------------------------- | ---------------------------------------------------------------- | -------- |
|                                                                  | Ország                                                           | Arany                                                            | Ezüst                                                            | Bronz                                                            | Összesen |
| 1.                                                               | Nagy-Britannia (GBR)                                             | 2                                                                | 2                                                                | 2                                                                | 6        |
| 2.                                                               | Magyarország (HUN)                                               | 2                                                                | 0                                                                | 1                                                                | 3        |
| 3.                                                               | Litvánia (LTU)                                                   | 1                                                                | 1                                                                | 0                                                                | 2        |
| 4.                                                               | Ausztrália (AUS)                                                 | 1                                                                | 0                                                                | 0                                                                | 1        |
| 4.                                                               | Németország (GER)                                                | 1                                                                | 0                                                                | 0                                                                | 1        |
|                                                                  |                                                                  |                                                                  |                                                                  |                                                                  |          |
| 6.                                                               | Franciaország (FRA)                                              | 0                                                                | 2                                                                | 0                                                                | 2        |
| 7.                                                               | Egyesült Államok (USA)                                           | 0                                                                | 1                                                                | 0                                                                | 1        |
| 7.                                                               | Lettország (LAT)                                                 | 0                                                                | 1                                                                | 0                                                                | 1        |
|                                                                  |                                                                  |                                                                  |                                                                  |                                                                  |          |
| 9.                                                               | Brazília (BRA)                                                   | 0                                                                | 0                                                                | 1                                                                | 1        |
| 9.                                                               | Dél-Korea (KOR)                                                  | 0                                                                | 0                                                                | 1                                                                | 1        |
| 9.                                                               | Lengyelország (POL)                                              | 0                                                                | 0                                                                | 1                                                                | 1        |
| 9.                                                               | Ukrajna (UKR)                                                    | 0                                                                | 0                                                                | 1                                                                | 1        |
|                                                                  |                                                                  |                                                                  |                                                                  |                                                                  |          |
| Összesen                                                         | Összesen                                                         | 7                                                                | 7                                                                | 7                                                                | 21       |

## Megszűnt versenyszám

### Férfi csapat
| Olimpia           | Arany                                                                             | Ezüst                                                                                    | Bronz                                                                         |
| 1952, Helsinki    | Magyarország (HUN) · Benedek Gábor · Kovácsi Aladár · Szondy István               | Svédország (SWE) · Lars Hall · Torsten Lindqvist · Claes Egnell                          | Finnország (FIN) · Olavi Mannonen · Lauri Vilkko · Olavi Rokka                |
| 1956, Melbourne   | Szovjetunió (URS) · Igor Novikov · Alekszandr Taraszov · Ivan Gyerjugin           | Egyesült Államok (USA) · George Lambert · William Andre · Jack Daniels                   | Finnország (FIN) · Olavi Mannonen · Väinö Korhonen · Berndt Katter            |
| 1960, Róma        | Magyarország (HUN) · Németh Ferenc · Nagy Imre · Balczó András                    | Szovjetunió (URS) · Igor Novikov · Nyikolaj Tatarinov · Hanno Selg                       | Egyesült Államok (USA) · Robert Beck · George Lambert · Jack Daniels          |
| 1964, Tokió       | Szovjetunió (URS) · Igor Novikov · Аlbert Mokejev · Viktor Minejev                | Egyesült Államok (USA) · James Moore · David Kirkwood · Paul Pesthy                      | Magyarország (HUN) · Török Ferenc · Nagy Imre · Török Ottó                    |
| 1968, Mexikóváros | Magyarország (HUN) · Balczó András · Móna István · Török Ferenc                   | Szovjetunió (URS) · Borisz Onyiscsenko · Pavel Lednyov · Statis Šaparnis                 | Franciaország (FRA) · Raoul Gueguen · Lucien Guiguet · Jean-Pierre Giudicelli |
| 1972, München     | Szovjetunió (URS) · Borisz Onyiscsenko · Pavel Lednyov · Vlagyimir Smeljov        | Magyarország (HUN) · Balczó András · Villányi Zsigmond · Bakó Pál                        | Finnország (FIN) · Risto Hurme · Veikko Salminen · Martti Ketelä              |
| 1976, Montréal    | Nagy-Britannia (GBR) · Jeremy Fox · Danny Nightingale · Adrian Parker             | Csehszlovákia (TCH) · Jan Bártů · Bohumil Starnovský · Jiří Adam                         | Magyarország (HUN) · Kancsal Tamás · Maracskó Tibor · Sasics Szvetiszláv      |
| 1980, Moszkva     | Szovjetunió (URS) · Anatolij Sztarosztyin · Pavel Lednyov · Jevgenyij Lipejev     | Magyarország (HUN) · Szombathelyi Tamás · Maracskó Tibor · Horváth László                | Svédország (SWE) · Svante Rasmuson · Lennart Pettersson · George Horváth      |
| 1984, Los Angeles | Olaszország (ITA) · Daniele Masala · Pierpaolo Cristofori · Carlo Massullo        | Egyesült Államok (USA) · Michael Storm · Robert Gregory Losey · Dean Glenesk             | Franciaország (FRA) · Paul Four · Didier Boube · Joël Bouzou                  |
| 1988, Szöul       | Magyarország (HUN) · Martinek János · Mizsér Attila · Fábián László               | Olaszország (ITA) · Carlo Massullo · Daniele Masala · Gianluca Tiberti                   | Nagy-Britannia (GBR) · Richard Phelps · Dominic Mahony · Graham Brookhouse    |
| 1992, Barcelona   | Lengyelország (POL) · Arkadiusz Skrzypaszek · Dariusz Goździak · Maciej Czyżowicz | Egyesített Csapat (EUN) · Anatolij Sztarosztyin · Dmitrij Szvatkovszkij · Eduard Zenovka | Olaszország (ITA) · Gianluca Tiberti · Carlo Massullo · Roberto Bomprezzi     |